# マレーフィールド・スタジアム
マレーフィールド・スタジアム（Murrayfield Stadium [ˈmʌrifiːld ˈsteɪdiəm]）は、スコットランドのエディンバラのマレーフィールドにある、スコットランド最大のスタジアムであり、ラグビーユニオンのスコットランド代表のホームスタジアムである。収容人数は67,144人。ネーミングライツによりScottish Gas Murrayfield Stadium（スコティッシュ・ガス・マレーフィールド・スタジアム）とも呼ばれる。

## 概要
ラグビーユニオンのスコットランドラグビー協会がエディンバラポロクラブ（Edinburgh Polo Club）から土地を購入し、建設された。1925年4月21日、スコットランド代表対イングランド代表の試合がこけら落としとなった。
第二次世界大戦中は、イギリス陸軍の補給基地として使用。1975年のスコットランド対ウェールズ戦では入場者数104,000人を記録した。1995年の改修工事で照明装置が設置された。
ネーミングライツは、2014年10月から通信会社BTグループが、2023年からはScottish Gasが持つ。
13人制ラグビーリーグでは2000年、2002年、2003年のチャレンジカップ決勝が開催された。デヴィッド・ボウイ、U2、ローリング・ストーンズなど多くのミュージシャンのコンサート会場としても使われている。